# Pont du Luxembourg
Le pont du Luxembourg est un pont ferroviaire enjambant la Meuse pour assurer la continuité de la ligne de chemin de fer Bruxelles-Luxembourg (L162) ainsi que la ligne Namur - Dinant - Givet (L154). Il est situé à Namur.
Le pont de la ligne du Luxembourg, doté d'un tablier en bois jusque dans les années 1870, date de 1858 ; celui de la ligne vers Givet date de 1862. Dans les années 1910, les tabliers de la ligne du Luxembourg ont été à nouveau renouvelés pour accueillir les nouvelles locomotives des types 10 et 36.
En 1914, les deux ponts parallèles furent dynamités, en même temps que les autres ponts sur la Meuse, pour empêcher leur utilisation par les Allemands. Des ingénieurs allemands furent rapidement dépêchés pour reconstruire les ponts détruits. La destruction de ces ponts (ainsi que d'un tunnel à Sclaigneaux) força les Allemands à utiliser la ligne Cologne - Liège - Bruxelles jusqu'en septembre pour ravitailler le front de la Marne.
Le 18 août 1944, un raid aérien américain destiné à bombarder le pont manqua sa cible et causa la mort de 300 habitants dans le vieux quartier Saint-Nicolas de la ville de Namur. Un monument fut érigé en leur souvenir, près de l'église Saint-Nicolas. Le pont fut finalement détruit par les Allemands le 4 septembre de la même année et reconstruit après la libération.
Le pont a été grandement rénové entre 2011 et 2013. Les tabliers métalliques ont cédé la place à des nouveaux tabliers mieux insonorisés à laquelle une passerelle cyclo-piétonne RAVeL y a été accolée. Une partie de l'ancien pont sera exposée au musée Train World.